# Sportzentrum Rankhof
Das Sportzentrum Rankhof ist eine polysportive Anlage im Hirzbrunnenquartier der Schweizer Stadt Basel, die auch ein Fussballstadion umfasst. Die Anlage wurde 1993 bis 1996 neu erbaut.
Der Tribünenbau des Fussballstadions öffnet nach Süden zum Spielfeld, die Nordseite ist als Windschutz vollständig verglast. Die Scheiben sind von schwarzen Stahlprofilen eingefasst und werden von vertikalen Streifen gegliedert. Die Kapazität beträgt circa 7600 Zuschauer, davon sind 1000 Sitzplätze und 6600 Stehplätze. Der Stadionrekord aus früheren Jahren (vor dem Umbau) beträgt circa 30'000 Zuschauer. Die Spielfläche besteht aus Naturrasen und ist 100 × 64 Meter gross, mit Flutlichtanlage. Der Nebenplatz ist gleich gross und ebenfalls mit einer Flutlichtanlage ausgestattet.
Im Rankhofareal hat es vier Trainingsfelder, ein Kunstrasenfeld von 90 × 45 Meter mit Flutlichtanlage, eine Dreifach-Sporthalle und sechs Tennisplätze. Ausserdem befinden sich die Büros des Basler Sportamts auf der Anlage.
Der Rankhof ist das Heimstadion des FC Nordstern Basel und der in der NLA spielenden Basel Gladiators. Bis zum Ende der Saison 2008/09 war der Rankhof auch die langjährige Heimstätte des FC Concordia Basel. Neu wird die 2. Mannschaft des FC Basel das Stadion nutzen.

## Geschichte

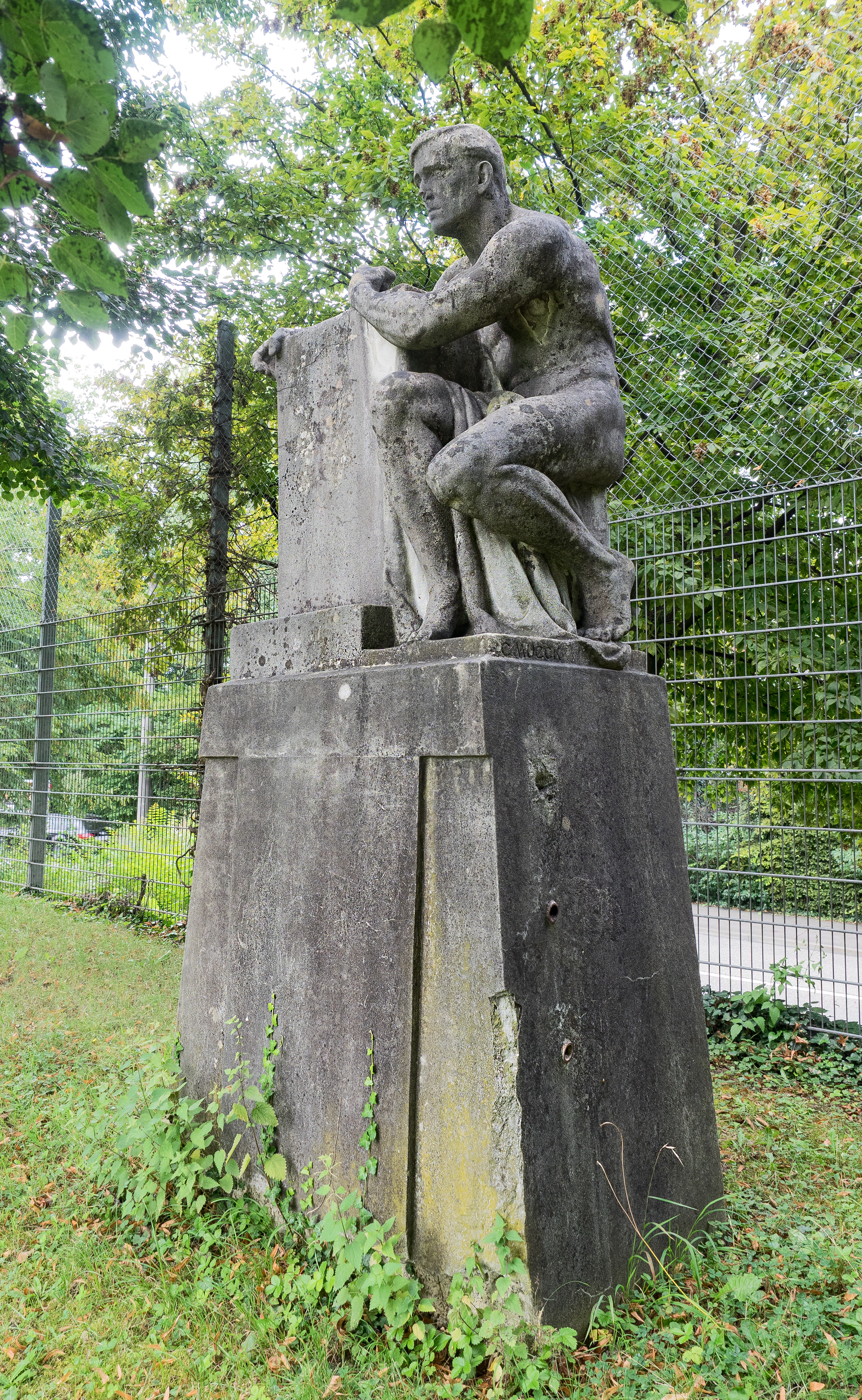
Dem engagierten Eingreifen eines alten Nordsternlers ist es zu verdanken, dass die Skulptur Ruhender Arbeiter von Karl Mück bei der Neugestaltung des Areals nicht zerstört wurde. Sie steht am Westrand des Areals und erinnert daran, dass der Rankhof ursprünglich von einem Arbeiterverein gebaut wurde.

Am 21. März 1901 wurde der Kleinbasler Arbeiterverein «Fussballclub Nordstern» gegründet. Nach langer Suche nach einem Gelände für einen eigenen Sportplatz pachtete er 1922 vom Gas- und Wasserwerk ein Areal beim Rankhofgut. Um die finanzielle Belastung in verkraftbaren Grenzen zu halten, wurden die Ausbauarbeiten zum Sportplatz hauptsächlich von den Vereinsmitgliedern in zehntausenden Stunden Fronarbeit ausgeführt. Am Sonntag 30. September 1923 wurde der Sportplatz Rankhof mit einem Spiel gegen den «FC Concordia» eröffnet, das «Nordstern» mit 5:2 gewann. Eine Besonderheit des Rankhofs war die Spielfeldgrösse: Mit 110 × 75 Meter war es das weltweit grösste Spielfeld, was der «FC Nordstern» mit Flügelläufen und Seitenwechseln taktisch auszunützen wusste.
1937 wollte das Gas- und Wasserwerk Basel den Pachtvertrag mit dem «FC Nordstern» auflösen; die Sportanlage sollte einer Grossüberbauung weichen. Dies konnte verhindert werden.
1954 wurde das Stadion erneut existenziell bedroht: Von 1924 bis 1953 waren auf dem Rankhof insgesamt 14 Fussball-Länderspiele und verschiedene andere Grossanlässe durchgeführt worden. Mit der Eröffnung des neuen St. Jakob-Stadions wanderten diese Veranstaltungen nun dorthin ab, wodurch dem «FC Nordstern» ein wichtiges finanzielles Standbein wegbrach. Zwar war eine vom Verein unabhängige Stadiongenossenschaft gegründet worden, welche die Schulden des «FC Nordstern» übernahm, doch dieser gelang es nie, sich von dieser Schuldenlast zu befreien. Als der «FC Nordstern» 1978 nach 35 Jahren in die Nationalliga A zurückkehrte, musste das Stadion mit einer Platzbeleuchtung ausgestattet werden, was zu einer zusätzlichen Verschuldung führte. Und als «Nordstern» dann nach einer Saison wieder abstieg, reichten die Finanzen nicht einmal mehr für den Platzunterhalt, der schliesslich vom Staat übernommen wurde.
Am 11. Mai 1985 geriet im englischen Bradford während eines Fussballspiels die Holztribüne in Brand, wobei über fünfzig Menschen ums Leben kamen. Als Folge dieser Katastrophe wurde die Holztribüne des Rankhofs gesperrt. Einen Neubau konnte die Stadiongenossenschaft nicht finanzieren. 1986 begann der Kanton mit der Planung einer neuen, jetzt unter staatlicher Führung stehenden, polysportiven Sportanlage im Rankhof. Das Projekt umfasste neben dem Areal des bisherigen Rankhofs auch dasjenige des benachbarten «Satusgrunds». Anfang 1993 wurde mit den Bauarbeiten begonnen, am 18. August 1996 wurde die neue Sportanlage eröffnet. Die lange Bauzeit ist darauf zurückzuführen, dass der Bau etappenweise erfolgte, damit auch während des Baus ein reduzierter Sportbetrieb weitergeführt werden konnte.

## Name
«Rank» ist das Dialektwort für Wegbiegung, Kurve. (Im Standarddeutschen lebt das Wort als «Ranke» und «ranken» weiter.) Bereits im 16. Jahrhundert ist an dieser Stelle eine Flurbezeichnung «im Rank» nachgewiesen, 1792 wird erstmals ein Landgut «Rankhof» urkundlich erwähnt, und 1903 wurde die «Rankstrasse» offiziell benannt.